# Podkova (Niagarské vodopády)
Podkova, anglicky Horseshoe Falls či Canadian Falls, je největší ze tří vodopádů na řece Niagara, jež dohromady tvoří Niagarské vodopády. Prochází jím hranice mezi USA a Kanadou, jeho převážná část však leží na území kanadské provincie Ontario. Od sousedního vodopádu Nevěstin závoj jej odděluje neobydlený Kozí ostrov (Goat Island).
Podkova, jež se nachází 27 km severoseverozápadně od města Buffalo ve státě New York, 121 km jihojihovýchodně od Toronta v provincii Ontario a spolu s oběma dalšími vodopády a řekou Niagara rozděluje Dvojměstí Niagara Falls (Ontario) a Niagara Falls (New York), je nejmohutnější vodopád v Severní Americe, a to jak pokud jde o výšku padajícího sloupce vody, tak bere-li se v úvahu průtok vody.
Vodopádem, jehož krajními body jsou Terrapin Point na severozápadním cípu Kozího ostrova na americké straně a Table Rock na kanadské straně, proteče asi 90 % veškeré vody řeky Niagara poté, co je část objemu odebrána pro vodní elektrárny. Na Americký vodopád a Nevěstin závoj tak připadá „pouze“ zbývajících 10 % vody.